# Let the Bad Times Roll
 (février 2021).
La mise en forme du texte ne suit pas les recommandations de Wikipédia : il faut le « wikifier ».
Les points d'amélioration suivants sont les cas les plus fréquents. Le détail des points à revoir est peut-être précisé sur la page de discussion.
- Les titres sont pré-formatés par le logiciel. Ils ne sont ni en capitales, ni en gras.
- Le texte ne doit pas être écrit en capitales (les noms de famille non plus), ni en gras, ni en italique, ni en « petit »…
- Le gras n'est utilisé que pour surligner le titre de l'article dans l'introduction, une seule fois.
- L'italique est rarement utilisé : mots en langue étrangère, titres d'œuvres, noms de bateaux, etc.
- Les citations ne sont pas en italique mais en corps de texte normal. Elles sont entourées par des guillemets français : « et ».
- Les listes à puces sont à éviter, des paragraphes rédigés étant largement préférés. Les tableaux sont à réserver à la présentation de données structurées (résultats, etc.).
- Les appels de note de bas de page (petits chiffres en exposant, introduits par l'outil «  Source ») sont à placer entre la fin de phrase et le point final[comme ça].
- Les liens internes (vers d'autres articles de Wikipédia) sont à choisir avec parcimonie. Créez des liens vers des articles approfondissant le sujet. Les termes génériques sans rapport avec le sujet sont à éviter, ainsi que les répétitions de liens vers un même terme.
- Les liens externes sont à placer uniquement dans une section « Liens externes », à la fin de l'article. Ces liens sont à choisir avec parcimonie suivant les règles définies. Si un lien sert de source à l'article, son insertion dans le texte est à faire par les notes de bas de page.
- La présentation des références doit suivre les conventions bibliographiques. Il est recommandé d'utiliser les modèles {{Ouvrage}}, {{Chapitre}}, {{Article}}, {{Lien web}} et/ou {{Bibliographie}}. Le mode d'édition visuel peut mettre en forme automatiquement les références.
- Insérer une infobox (cadre d'informations à droite) n'est pas obligatoire pour parachever la mise en page.

Pour une aide détaillée, merci de consulter Aide:Wikification.
Si vous pensez que ces points ont été résolus, vous pouvez retirer ce bandeau et améliorer la mise en forme d'un autre article.
Albums de The Offspring
Days Go By
(2012) Supercharged
(2024)
Singles
1. Let The Bad Times Roll
Sortie : 23 janvier 2021
2. We Never Have Sex Anymore
Sortie : 2 avril 2021

Let the Bad Times Roll est le dixième album studio du groupe punk rock américain The Offspring, qui est sorti le 16 avril 2021. Le titre de l'album fait référence à une chanson de Louis Jordan, Let the Good Times Roll.
Produit par Bob Rock, il s'agit de la première sortie du groupe sur Concord Records, et de leur premier album studio en près de neuf ans depuis Days Go By (2012), marquant le plus long écart entre deux albums studio d'Offspring. Let the Bad Times Roll marque également les débuts de Offspring avec Todd Morse, qui remplace le bassiste d'origine Greg K. en 2019. Morse ne joue pas sur l'album mais est bien présent sur les photos officielles du groupe.
C'est le dernier album avec Pete Parada avant son départ du groupe en août 2021.
Les horaires de tournée du groupe, les changements de membres, les problèmes juridiques et la recherche d'un nouveau label après leur séparation avec Columbia Records, qui a sorti les six albums précédents de The Offspring, contribuent à un retard de plusieurs années de la sortie du disque. Le groupe a commencé à enregistrer du nouveau matériel pour l'album avec Rock dès l'été 2013, et après l'avoir réenregistré dans divers studios et à diverses périodes entre 2014 et 2019, l'album est achevé et est prêt à paraître en 2020. Cependant, en raison de la pandémie de COVID-19, la sortie de l'album est repoussée à 2021.

## Contexte, production et retards
Les plans pour un dixième album studio sont mentionnés pour la première fois environ six mois après la sortie de Days Go By par le guitariste du groupe, Noodles, déclare qu'ils « s’assoiraient et travailleraient un nouvel album» après la fin de la tournée Days Go By  ». Noodles espère que le groupe entrerait en studio en 2014 pour commencer l'enregistrement. Le chanteur Dexter Holland déclare dans une interview dès mai 2013 qu'il a écrit une chanson «punk».
The Offspring entre en studio dès août 2013 pour commencer à enregistrer de nouveaux morceaux sous la production de Bob Rock. Au cours des années suivantes, la progression de l'album est ralentie par des horaires de tournées exténuantes et la fin de leur contrat avec Columbia Records, auquel le groupe était associé depuis 1996. Entre 2013 et 2019, à l'exception de 2015, le groupe donne plus de 120 concerts par année à travers le monde.
Le groupe sort sa première chanson en plus de deux ans, «Coming for You», le 30 janvier 2015,,. Au moment de sa sortie, il n'est pas clair si «Coming for You» paraîtrait en tant que single séparé ou serait sur le prochain album studio du groupe. Le leader Dexter Holland tweete un message sous-entendant que l'album est inachevé,,. Noodles déclare cependant que Coming for You apparaîtrait sur l'album.
En septembre 2015, The Offspring est toujours en studio et a complété 2 ou 3 morceaux,. Un mois plus tard, Noodles publie une photo de lui-même, Holland, Parada et Bob Rock en studio sur sa page Instagram, indiquant qu'ils sont en cours d'enregistrement,. Dans une interview de novembre 2015, Noodles espère que l'album soit publié en 2016,. En août 2016, dans une interview accordée à EMP LIVE TV , Noodles mentionne qu'ils ont complété cinq ou six morceaux et qu'ils sortiraient bientôt une ou deux chansons. Dans la même interview, Noodles espère que l'album serait terminé d'ici la fin de 2016. Dans une interview d'octobre 2016 avec Alaska Dispatch News, Noodles déclare que le groupe «prévoit retourner bientôt en studio» pour enregistrer l'album, dont la sortie est à ce moment prévue pour 2017. Le 3 janvier 2017, Noodles publie une photo du groupe, Greg K absent, en studio sur sa page Twitter, avec la mention: «Voici un selfie que je viens de prendre. On travaille!», signifiant que le groupe est toujours en train d'enregistrer l'album.
Dans une interview en mai 2017, Holland déclare : « Je prévois passer beaucoup plus de temps en studio. Nous ne l'avons pas mis de côté (l'album), mais nous avons été moins actifs sur le plan de l'enregistrement ces dernières années. Le groupe est la priorité pour moi ».
Dans une interview lors de leur apparition à Rock in Rio en septembre 2017, Noodles et Holland abordent du nouvel album d'Offspring: «Nous avons déjà quelques chansons prêtes. Nous voulons en faire quelques-unes de plus et nous allons définitivement sortir quelque chose bientôt. Nos fans ont attendu assez longtemps, nous voulons qu'ils aient entre leurs mains quelque chose qu'ils puissent écouter et tenir, et mettre dans leurs oreilles». Holland ajoute que l'album sortirait «à coup sûr» en 2018. Dans une interview d'octobre 2017, Holland déclare toutefois: «Je pense que je veux faire quelque chose comme un EP. C'est un peu ce que les gens font ces jours-ci. Cela fait cinq ans que nous avons assemblé quelques chansons et j'espère sortir quelque chose au début de l'année prochaine». Le même mois, le bassiste Greg K. mentionne une date de sortie possible en 2018 pour le nouvel album, et la réalisation de l'album est longue car le groupe travaille sur des chansons ici et là. Le groupe ne serait pas pressé de terminer l'album. En décembre 2017, Noodles déclare à Front Row Live: «Nous y travaillons. Nous étions en studio toute la semaine. Nous avons terminé pour les vacances, nous retournerons en studio dès la nouvelle année, en janvier». Le 23 février 2018, le groupe annonce via Instagram qu'il a terminé l'enregistrement de la batterie pour l'album. Le groupe espère à ce moment sortir l'album d'ici l'été,.
Le 23 février 2019, Noodles confirme sur son compte Instagram que le nouvel album d'Offspring est terminé, en écrivant «L'album est terminé. On travaille pour le faire parvenir aux fans maintenant. Restez à l'écoute!». Un mois plus tard, Dexter Holland ajoute que l'album est «terminé à 98%» et mentionne une sortie provisoire à l'automne 2019. Noodles réitère que l'album est prêt à sortir en 2020 et qu'ils cherchent un nouveau label,. Le 21 avril 2020, le groupe sort une reprise rock de la chanson country de Joe Exotic Here Kitty Kitty popularisée par le documentaire Netflix Tiger King. Il a été enregistré alors que le groupe était en quarantaine pendant la pandémie de COVID-19. Dans une interview de juin 2020 avec Download TV, Holland a confirmé que le nouvel album était "essentiellement terminé" mais a ajouté que sa sortie était "en attente pour le moment" en raison de la pandémie de coronavirus.
Le 8 février 2021, Dexter et Noodles publient une vidéo confirmant que l'album est terminé et que la date de sortie officielle et le single sont à venir.

## Sortie et réception
Le 23 février 2021, The Offspring dévoile que Let the Bad Times Roll est le titre de son dixième album studio, ainsi que sa pochette, sa date de sortie et sa liste de chansons. La chanson titre de l'album sort en single le même jour et son vidéoclip suit le 25 mars. Le second single, We Never Have Sex Anymore, paraît la semaine suivante en ligne et son vidéoclip, où apparaît entre autres John Stamos, paraît le 13 mai.
L'album paraît le 16 avril 2021 à travers le monde. L'édition japonaise comprend deux pistes supplémentaires. L'album contient les titres Hassan Chop, qui est la première chanson de l'histoire du groupe à contenir des passages de double pédale de grosse caisse, et un réenregistrement en piano-voix-violon de Gone Away, chanson originellement présente sur l'album Ixnay on the Hombre sorti en 1997.
Son accueil est mitigé. Alors que David McLaughlin de Kerrang! applaudit le retour « d'un groupe qui embellit le monde par sa présence », Jon Young de Consequence.net note que le groupe demeure dans sa zone de confort, bien que l'album comporte certaines chansons jugées plus créatives,. Erik Rosso de Punk News trouve que l'album, sans être un bon ou mauvais ajout à la discographie, est un album typique du groupe. Jean-Christophe Laurence, de La Presse, abonde dans le même sens, mentionnant « qu'à défaut de se renouveler, le groupe reste énergique et efficace ». L'album « contente les fans, sans les ravir », selon La Grosse Radio. Simon K de Sputnik Music et Ben Lynch, de DIY Mag, trouvent que l'album est inconstant, manque de mordant et est pauvre au niveau des paroles et du contenu musical,.

## Liste des pistes
| No  | Titre                            | Durée |
| --- | -------------------------------- | ----- |
| 1.  | This Is Not Utopia               | 2:38  |
| 2.  | Let the Bad Times Roll           | 3:18  |
| 3.  | Behind Your Walls                | 3:21  |
| 4.  | Army of One                      | 3:11  |
| 5.  | Breaking These Bones             | 2:46  |
| 6.  | Coming for You                   | 3:48  |
| 7.  | We Never Have Sex Anymore        | 3:30  |
| 8.  | In the Hall of the Mountain King | 1:00  |
| 9.  | The Opioid Diaries               | 3:01  |
| 10. | Hassan Chop                      | 2:20  |
| 11. | Gone Away                        | 3:16  |
| 12. | Lullaby                          | 1:12  |

| 13. | Guerre Sous Couvertures (Version française de "We Never Have Sex Anymore") | 3:30 |
| 14. | The Opioid Diaries (live)                                                  | 3:50 |

## Membres
- Dexter Holland - Chant et chœurs, guitare, basse, piano
- Noodles - Guitare et chœurs
- Pete Parada - Batterie

### Musiciens additionnels
- Josh Freese – batterie (2 et 7)
- Jason "Blackball" McLean – chœurs sur Let the Bad Times Roll
- Ricardo "Tiki" Pasillas – percussions additionnelles
- Phil Jordan – trompette sur We Never Have Sex Anymore
- Jason Powell – clarinette et saxophone sur We Never Have Sex Anymore
- Eric Marbauch – trombone sur We Never Have Sex Anymore
- Alan Chang – piano sur Gone Away
- Dave Pierce – arrangement sonore sur Gone Away

### Production
- Bob Rock - production, mixage, ingénérie [56]